# Jolene Blalock
Jolene King Blalock (San Diego, California, 5 de marzo de 1975) es una modelo y actriz de cine y televisión estadounidense, especialmente conocida por haber interpretado el personaje de la vulcana T'Pol en la serie de ciencia ficción de la UPN Star Trek: Enterprise. También ha interpretado otros papeles cinematográficos y aparecido como estrella invitada en series y películas de televisión.

## Biografía
Blalock nació y creció en San Diego, California, con tres hermanos. Pasó su infancia surfeando y desarrollando habilidades artísticas.
Blalock dejó su casa a los 17 años para modelar en Europa y Asia. Ha aparecido en la portada de muchas revistas para hombres, apareció dos veces en la galería "Girls of Maxim" de Maxim y fue nombrada la décima mujer más sexy del mundo en 2003 por FHM. Posó para un diseño de moda en Playboy en abril de 2002 y luego fue entrevistada por la revista para su sección "20Q" en febrero de 2005.
Hizo su debut televisivo en la comedia Veronica's Closet, antes de aparecer como invitada en Love Boat: The Next Wave, CSI: Crime Scene Investigation y JAG. Apareció como Medea en una adaptación cinematográfica para televisión de Jason and the Argonauts (2000). También apareció en la película On the Edge (2001) y en la miniserie The Diamond Hunters (2001) antes de ser elegida para Star Trek: Enterprise. Apareció en el vídeo musical "Denise" (1999) de Fountains of Wayne.

### Star Trek: Enterprise(2001-2005)
Conseguir uno de los papeles principales en Star Trek: Enterprise fue la gran oportunidad para Blalock. 
Blalock interpretó a la subcomandante T'Pol, una diplomática vulcana en la Tierra que fue asignada inicialmente por el embajador vulcaniano Soval (un papel recurrente interpretado por Gary Graham) como observadora en la primera misión de la nave, en el episodio piloto "Broken Bow". Al final de ese episodio, el capitán Jonathan Archer (interpretado por Scott Bakula) le pide que permanezca en la Enterprise como su oficial científica. A medida que avanzaba la serie, asumió el puesto de primera oficial y, al comienzo del arco de Xindi de la tercera temporada, renuncia a su puesto vulcaniano para permanecer en la Enterprise cuando el Alto Mando vulcaniano le ordena regresar a Vulcano. A principios de la cuarta temporada, formaliza su puesto en la Flota Estelar y se le otorga una comisión de campo de comandante, conservando su papel como primera oficial de la nave, donde permaneció durante el resto de la serie.
Blalock no ha participado en convenciones ni ha dado entrevistas sobre su papel en Star Trek: Enterprise, excepto en FedCon XIV en mayo de 2005, pero aceptó unirse a una reunión del elenco de 2013 para una entrevista durante la conversión y producción del Blu-ray. También apareció como una versión parodia de sí misma asistiendo a una convención de Star Trek en un episodio de 2009 de la comedia 10 Items or Less titulado "Star Trok".
Blalock asistió a su primer evento de Star Trek en casi una década y caminó por la alfombra roja del Día de Star Trek de 2021 el 8 de septiembre de 2021.

### 2003-2017
Blalock apareció en la película Slow Burn, que se filmó en 2003 entre las temporadas dos y tres de Enterprise , se presentó en el Festival Internacional de Cine de Toronto en septiembre de 2005 y tuvo un estreno limitado en cines en 2007.
Blalock apareció como estrella invitada en dos episodios de Stargate SG-1 como Ishta, líder de un grupo de guerreras rebeldes.
Blalock tenía previsto aparecer en un episodio de Lost durante la temporada 2005-2006. Aunque filmó algunas escenas, nunca se utilizaron en un episodio ni se incluyeron como "escenas eliminadas" en el material adicional del set de DVD. En 2008 aparecieron fotos del rodaje de una escena.
En Starship Troopers 3: Marauder , que se lanzó directamente en video el 5 de agosto de 2008, Blalock interpretó a la capitana Lola Beck, quien lideró a un grupo mixto de sobrevivientes en un viaje a través de un páramo infestado de extraterrestres. 
Blalock interpretó a Lexa, la esposa de una estrella porno hospitalizada, en el episodio de 2009 "Teamwork" de la serie House.
En la segunda temporada de Legend of the Seeker, que aparece en los episodios de enero de 2009 "Dark" y "Perdition", Blalock interpretó a la Hermana Nicci, una Hermana de la Oscuridad.
Blalock tuvo un papel secundario como Stacy en el thriller de acción Sinners and Saints (2010).
Los papeles cinematográficos más recientes de Blalock fueron en la película directa a video Killing Frisco (2014) y luego en la película para televisión A Man for Every Month (2017).

### 2024
Blalock regresó brevemente a la actuación para poner voz a una versión de universo alternativo de su personaje de Star Trek: Enterprise en el episodio de Star Trek: Lower Decks'. temporada 5 episodio «Fissure Quest». Fue acreditada monónimamente como Jolene en el episodio.
Blalock está casada con Michael Rapino, director ejecutivo de Live Nation. Rapino vivió en Inglaterra mientras Blalock vivió en los EE. UU. al estar trabajando en Star Trek: Enterprise. Ella le propuso matrimonio y se casaron en Negril, Jamaica, el 22 de abril de 2003. Tienen tres hijos, nacidos en 2010, 2012 y 2014. Rapino y Blalock fundó la Fundación Rapino, que ayuda a las poblaciones del mundo en desarrollo.
A Blalock le gustan los perros y ha aparecido en la portada de la revista K9 del Reino Unido.

## Filmografía

### Cine
| Año  | Título                        | Personaje          | Notas |
| ---- | ----------------------------- | ------------------ | ----- |
| 2000 | Queen for a Day               | Hot Babe in Yellow | Short |
| 2005 | Slow Burn                     | Nora Timmer        |       |
| 2007 | Shadow Puppets                | Kate Adams         |       |
| 2008 | Starship Troopers 3: Marauder | Cap. Lola Beck     | Video |
| 2010 | Sinners and Saints            | Stacy              |       |
| 2011 | One Kine Day                  | CC                 |       |
| 2012 | Troubled Teen                 | Mama               | Short |
| 2014 | Sex Tape                      | Catalina           |       |
| 2014 | Killing Frisco                | Jolene             |       |

### Televisión
| Año       | Título                         | Personaje        | Notas                                 |
| --------- | ------------------------------ | ---------------- | ------------------------------------- |
| 1998      | Veronica's Closet              | Woman #3         | Episodio: "Veronica's Breast Efforts" |
| 1999      | Love Boat: The Next Wave       | Woman            | Episodio: "Prom Queen"                |
| 2000      | G vs E                         | Libby            | Episodio: "Cougar Pines"              |
| 2000      | D.C.                           | Kristi           | Episodio: "Truth", "Justice"          |
| 2000      | Jason y los Argonauts          | Medea            | TV miniseries                         |
| 2000      | CSI: Crime Scene Investigation | Laura Garris     | Episodio: "Crate 'n' Burial"          |
| 2001      | JAG                            | Cpl. Lisa Antoon | Episodio: "Touch and Go"              |
| 2001      | On the Edge                    | Charlie's Wife   | TV film                               |
| 2001      | The Diamond Hunters            | Ruby Grange      | TV miniseries                         |
| 2001–2005 | Star Trek: Enterprise          | T'Pol            | Main role                             |
| 2003–2004 | Stargate SG-1                  | Ishta            | Episodios: "Birthright", "Sacrifices" |
| 2006      | I Dream of Murder              | Joanna           | TV film                               |
| 2008      | CSI: Miami                     | Feratelli Porter | Episodio: "Bombshell"                 |
| 2009      | House M.D.                     | Lexa             | Episodio: "Teamwork"                  |
| 2009      | 10 Items or Less               | Herself          | Episodio: "Star Trok"                 |
| 2010      | Legend of the Seeker           | Sister Nicci     | Episodios: "Dark", "Perdition"        |
| 2017      | A Man for Every Month          | Brenda           | TV film                               |